# Kurt Vonnegut
Kurt Vonnegut mlajši,  ameriški pisec romanov, satirik in likovni umetnik, * 11. november 1922, Indianapolis, Indiana, ZDA, † 11. april 2007, New York, ZDA.

## Življenjepis
Kurt Vonnegut mlajši je bil sin tretje generacije nemško-ameriških staršev v Indianapolisu v Indiani, kjer se dogaja tudi veliko njegovih romanov. Kot srednješolec je na Shortridge High School v Indianapolisu urejal prvi in edini ameriški srednješolski dnevnik. Študiral je na Univerzi Butler (Butler University), toda bil je suspendiran, ker mu je profesor rekel, da piše slabe zgodbe. Od 1941 do 1943 je obiskoval Univerzo Cornell (Cornell University). V tamkajšnjem časopisu pa je urejal kritike in maturiral kemijo, potem pa se je pridružil ameriški vojski med drugo svetovno vojno. Med študijem je bil, tako kot njegov oče, član bratovščine The Delta Upsilon Fraternity. Svoja doživetja med vojno, predvsem med zavezniškim letalskim napadom na Dresden (Tretji rajh), je opisal v svoji najbolj znani knjigi, Klavnica pet, vplivala pa so tudi na ostala dela. Prislužil si je tudi škrlatno srce.
Po vojni je na čikaški univerzi doštudiral antropologijo, delal pa je tudi kot policijski poročevalec pri City News Bureau of Chicago. Po njegovih besedah v Bagombo Snuff Box je univerza zavrnila njegove prve teze o podobnostih med kubizmom in vzponom ameriških domorodcev v 19. stoletju, ker naj bi bile napisane »neprofesionalno« (pozneje je univerza pohvalila njegov roman Mačja zibka in ga nagradila). Zapustil je Chicago in se zaposlil v Schenectadyju v zvezni državi New York kot predstavnik za stike z javnostjo pri General Electric. Svoj neizumetničen slog pisanja pripisuje prav novinarstvu.
Nato so mu ponudili mesto učitelja na Univerzi Iowe (University of Iowa) Writers' Workshop. Medtem ko je Mačja zibka postala uspešnica in je začel s pisanjem Klavnice pet, je bil že priznan za enega najboljših pisateljev znanstvene fantastike 20. stoletja.
Pozneje se je preselil v Barnstable v zvezni državi Massachusetts in se poročil z Jane Marie Cox, toda že leta 1970 sta se oddaljila, šele 1979 pa uradno ločila. Od 1970 do 2000 je na Manhattanu živel s fotografinjo Jill Krementz, s katero se je po ločitvi s prvo ženo tudi poročil.

### Zadnja leta in smrt
31. januarja 2000 je zgorelo zgornje nadstropje njegovega doma. Vonnegut je bil zaradi nesreče v kritičnem stanju štiri dni, zgoreli pa so tudi njegovi osebni arhivi. Po tem se je upokojil v Northamptonu (Massachusetts). Za kratek čas je leta 2000 poučeval na Kolidžu Smith (Smith College). Prejel je nagrado za najboljšega pisatelja zvezne države New York.
Z izdajo svoje zadnje novele Časotresk se je odločil, da bo prenehal s pisanjem znanstvene fantastike. Nazadnje je pisal za revijo In These Times, med drugim kritike na Bushevo predsedovanje, pa tudi o lahkotnejših temah, kot je izlet na pošto. Leta 2005 je bilo veliko njegovih esejev zbranih in izdanih v tržni uspešnici Mož brez države (A Man Without A Country). Vonnegut je uspešnico komentiral kot »zdravico dobrega šampanjca ob koncu življenja«.
Bil je predavatelj na delavnici Iowa Writers' Workshop, na Harvardski univerzi in na Kolidžu mesta New York (New York City College).
Umrl je 11. aprila 2007 za posledicami možganskih poškodb, ki jih je utrpel ob padcu v svojem stanovanju na Manhattnu, kjer je živel s svojo drugo ženo.